# Ceos
Ceos o Cea (en griego Κέα, Kéa, o Τζιά, Tziá; en griego antiguo Κέως, Kéōs; en latín Ceos) es una isla del archipiélago de las islas Cícladas, en el Mar Egeo, en Grecia. 
Es también un municipio de la unidad periférica de Ceos-Citnos de la periferia de Egeo Meridional que incluye la isla de Makronisos al noroeste.

## Geografía

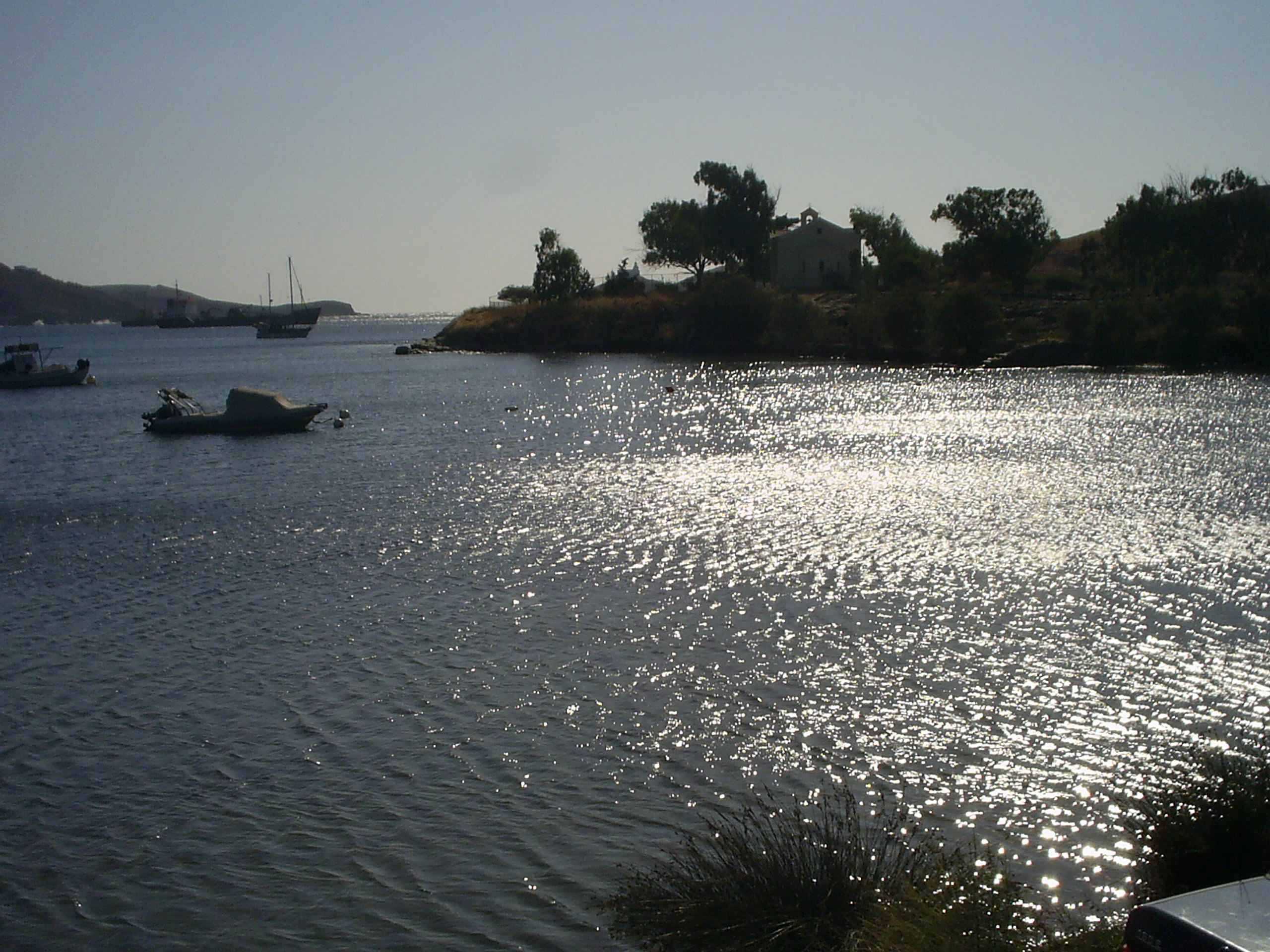
Vista de Ceos (julio de 2006).

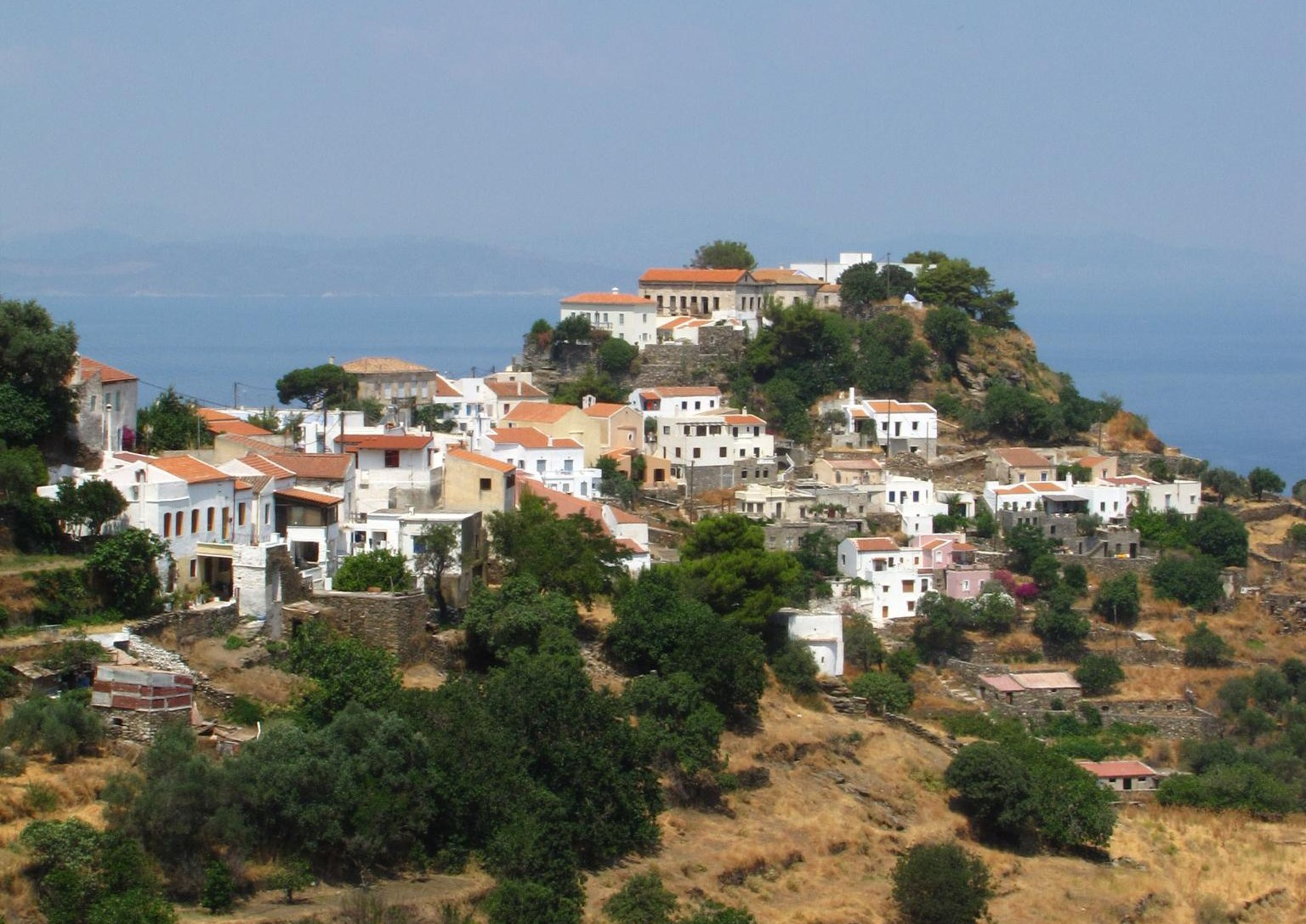
Vista de Yulis (julio de 2009).

Se trata de la isla más cercana al Ática de todo el conglomerado de las Cícladas (aproximadamente, una hora en barco desde Laurión; dista 20 km del Cabo Sunión y 60 km de Atenas hacia el sudeste). 
Su clima es árido y el terreno está plagado de colinas. 
La capital, Yulis, está en el interior, a gran altitud (como la mayoría de asentamientos históricos cicládicos, por miedo a los piratas). 
Se la considera bastante pintoresca. Otras ciudades importantes de Ceos son Coresia (el puerto) y Vurkari (un pueblo de pescadores). 
Tras sufrir el despoblamiento durante décadas, Ceos ha sido redescubierta hace poco por los habitantes de Atenas para los fines de semana y para viajes en yate. 
La población en 1991 era de apenas 1.797 habitantes, siendo su densidad inferior a la media de la prefectura y de Grecia. Ceos tiene 19 km de largo, de norte a sur, y 9 km de ancho de este a oeste. Su superficie es de 128 km², siendo su cota más alta de 560 o 570 m s. n. m.
Al norte de la isla está la ciudad de Vurkarion Otsias. El extremo sur es el cabo Tamelos y el norte es el San Nicolás (Av. Nikolaos). Al noreste está el cabo Spathi, y al oeste el cabo Iakroprounda. La isla de Makronisos, al noroeste pertenece al municipio de Ceos. Es importante en la isla el monasterio de Panayia Kastriani a 7 km de Otsias en una roca de la costa noreste, que toma el nombre del monte Kastri, y tiene dos iglesias, una del siglo XVIII y una de moderna (dedicada a Santa María). Es importante el museo arqueológico.
La capital es Kea, unos km al interior de la parte noroccidental, y que antiguamente se llamó Iulis. Allí nacieron los poetas líricos Baquílides y Simónides, el sofista Pródico, el médico Erasístrato y el filósofo peripatético Aristón. El monasterio de Agia Anna y Dafni, en Iulis, hoy en ruinas, fue construido por San Filothei para proteger a las mujeres de Atenas de los turcos.
Se localiza en ella un asentamiento de la Edad del Bronce, llamado Agia Irini, que alcanzó su punto álgido en las épocas tardominoica y micénica temprana (1600-1400 a. C.).

## Historia
La leyenda dice que su nombre primitivo fue Hidrusa (Υδρούσα). Antes de la época histórica se estableció allí una colonia de Naupacto y después fue habitada por los jonios. La isla combatió al lado de Atenas en las batallas de Artemisio y Salamina.
La isla tenía cuatro ciudades: Yulis, Cartea, Coresia y Peesa, pero las dos últimas desaparecieron y ya no existían en tiempos de Estrabón.
Quedan algunos restos de la antigua Yulis, entre ellos un león colosal (Lionda) al este de la ciudad, a 1,5 km. Las leyes de Yulis fueron proverbialmente consideradas como sinónimo de instituciones excelentes, y estaban relacionadas con la moral y la manera de vivir de los ciudadanos (una de ellas, conservada, dice que cada ciudadano mayor de 60 años se había de matar envenenado; otras son mencionadas por Heráclides y Ateneo).
Su puerto se llamaba Coresia, a la orilla del arroyo Elixos, y tenía un templo dedicado a Apolo Esminteo; hoy es una ciudad moderna que se llama Corisia. 
Cartea estaba en la costa sureste, y quedan ruinas en el pueblo llamado Stais Polais. 
Peesa estaba en la costa suroeste y también se conservan sus ruinas; está cercana a la moderna Kavia.
Ceos fue aliada de Atenas en el siglo V a. C., pero luego abandonó la alianza. Las minas de la isla fueron confiscadas por Atenas. Desde entonces, estuvo en contra de Atenas. En 360 a. C., las ciudades de la isla, que aún eran 4, formaron una federación, que subsistió durante unos siglos. 
Durante el periodo helenístico estuvo en manos de tiranos y hacia el final del siglo III a. C., cayó en manos de la dinastía ptolemaica. Más tarde pasó a los etolios, macedonios (siglo II a. C.) y a Rodas (después del 168 a. C.) y finalmente con esta a Roma. 
En el siglo IV, Cartea fue destruida por un terremoto, que además hundió la economía insular, ya dañada por la crisis imperial. 
Durante el período bizantino se construyeron bastantes iglesias, y la prosperidad de la isla creció. En 1204, a la caída de Constantinopla, el metropolitano de Atenas, Miguel Coniates, se refugió en la isla, en el monasterio de Prodomos, donde permaneció hasta su muerte. Ceos fue bizantina hasta el 1204, en que fue capturada por los venecianos en el comienzo de la Cuarta Cruzada. Los bizantinos la recuperaron en 1278. En 1296 cayó de nuevo en manos venecianas, y el señor veneciano Michelis construyó un castillo en la antigua acrópolis de Yulis. El puerto se convirtió en refugio de piratas y alrededor de 1470 apenas había 200 habitantes en la isla.
Cea fue ocupada por los turcos en 1527. Gregorio Pallavicino, Barón de Frignani y Frignestani Gobernador de la isla de Xio fallece en combate frente a los turcos, durante la defensa de la isla en 1542. Los turcos nunca se asentaron en la isla, pero la repoblaron con albaneses a finales del siglo XVI. Durante este período, la isla atrajo a muchas de las personalidades, religiosas e intelectuales, que deseaban pasar desapercibidas. Con la isla prácticamente libre de turcos, era un buen lugar de residencia. Pero en 1668 los turcos destruyeron la isla porque se había alineado con los venecianos. Sin embargo, a los habitantes se les concedieron más tarde derechos significativos, y al final de ese siglo la población alcanzaba los 3.000 habitantes. Entonces se le llamó a menudo Tzia.
En 1770 y hasta 1774, fue ocupada por Rusia, que destruyó algunos monumentos. Durante la guerra entre Rusia y Turquía de 1787 a 1792, Lambros Katsonis usó el puerto como base de operaciones contra los turcos; estos hicieron una masacre en la isla y el obispo fue colgado. 
En 1821, el obispo local, Nikothimos Roussos, llamó a la rebelión y el sacerdote Athanasios Homatianos la dirigió. La llegada de dos mil refugiados salvados de las matanzas de Quíos, llevó una epidemia y San Haralambos, supuestamente salvó la isla de esta plaga en 1823 y fue hecho patrón. En 1830 fue reconocida parte de Grecia. 
En 1835, se fundó Kea, en el lugar de la antigua Yulis. En 1837, la isla tenía unos 3.000 habitantes. Su producto principal en el siglo XIX era la bellota llamada de Valonia (Quercus Aegilops), que era exportada en grandes cantidades. En 1927 Ioannis Gleoudis construyó la primera industria en Corisia. En los años 70 algunos artistas descubrieron la isla, que atraía el turismo de los atenienses. Hoy día su riqueza principal es el turismo, aún poco desarrollado.

## Población histórica
| Año  | Población comunal | Cambio | Población de la isla | Cambio | Densidad  |
| ---- | ----------------- | ------ | -------------------- | ------ | --------- |
| 1991 | -                 | -      | 1,797                | -      | 13.93/km² |

El censo de 2001 reflejaba una población de 2.417 habitantes.

## Comunidades
El nombre no está transcrito al castellano según las normas habituales de transcripción, sino transliterado del griego moderno.
- Chavouna
- Ellinika Kea
- Kato Meria
- Ioulis
- Kea
- Korissia
- Koundouros, Greece
- Otzias
- Pisses
- Vourkari

## Galería

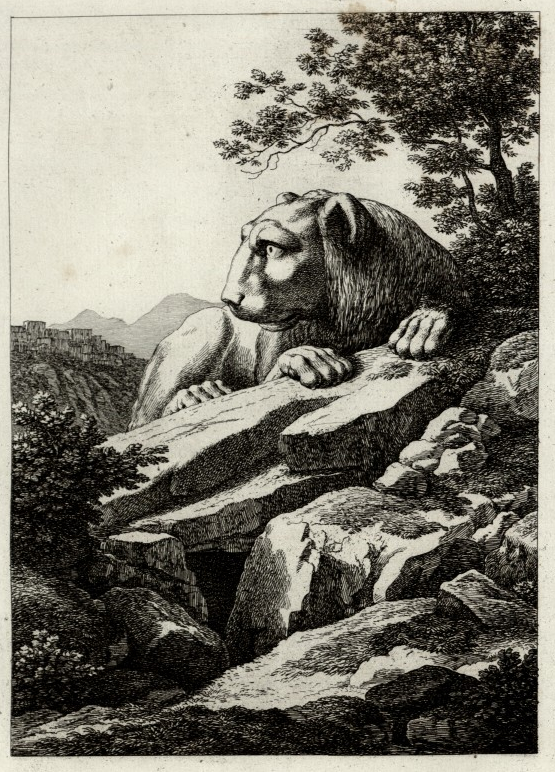
El famoso león de Ceos en 1826.
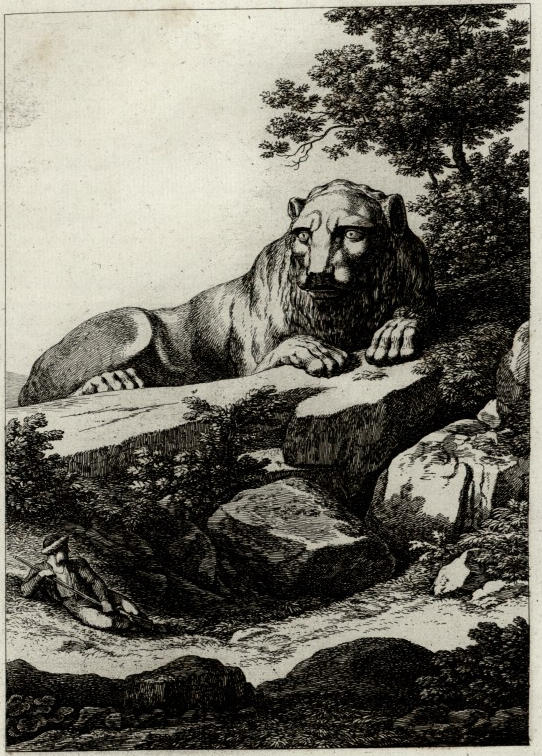
El león de Ceos, desde otro ángulo (1826).